# Ruta 409 (Costa Rica)
La Ruta 409, oficialmente Ruta Nacional Terciaria 409, es una ruta nacional de Costa Rica ubicada en las provincias de San José y Cartago.

## Descripción
En la provincia de San José, la ruta atraviesa el cantón de Desamparados (el distrito de San Antonio).
En la provincia de Cartago, la ruta atraviesa el cantón de La Unión (los distritos de Tres Ríos, San Diego, Río Azul).